# Рага (місто)
Рага або Раджа (англ. Raga, Raja) — місто в північній частині штату Західний Бахр-ель-Газаль на північному заході Південного Судану.

## Географія
Рага знаходиться за 300 кілометрів від столиці штату і за 950 кілометрів від Джуби на висоті понад 500 метрів над рівнем моря.

### Клімат
Місто знаходиться у зоні, котра характеризується кліматом тропічних саван. Найтепліший місяць — квітень із середньою температурою 28.9 °C (84 °F). Найхолодніший місяць — січень, із середньою температурою 22.8 °С (73 °F).
| Клімат Раги             | Клімат Раги | Клімат Раги | Клімат Раги | Клімат Раги | Клімат Раги | Клімат Раги | Клімат Раги | Клімат Раги | Клімат Раги | Клімат Раги | Клімат Раги | Клімат Раги | Клімат Раги |
| Показник                | Січ.        | Лют.        | Бер.        | Квіт.       | Трав.       | Черв.       | Лип.        | Серп.       | Вер.        | Жовт.       | Лист.       | Груд.       | Рік         |
| Середня температура, °C | 22,8        | 24,7        | 27,7        | 28,9        | 28,3        | 26,3        | 25,3        | 25,3        | 25,7        | 26,1        | 24,8        | 23,1        | 25,8        |
| Норма опадів, мм        | 0.4         | 2.5         | 18          | 59.4        | 127         | 183.1       | 214.9       | 259.5       | 184.9       | 87.7        | 3.9         | 0.1         | 1141.4      |
| Днів з опадами          | 0,2         | 0,6         | 2,2         | 5           | 10,4        | 11,3        | 15,2        | 16,3        | 13,5        | 8,1         | 1           | 0,2         | 84          |
| Вологість повітря, %    | 31.9        | 32.5        | 38.4        | 49.2        | 64          | 70.5        | 75.1        | 75.2        | 71.3        | 61.3        | 44.2        | 36.9        | 54.2        |
| ----------------------- | ----------- | ----------- | ----------- | ----------- | ----------- | ----------- | ----------- | ----------- | ----------- | ----------- | ----------- | ----------- | ----------- |
| Джерело: Weatherbase    |             |             |             |             |             |             |             |             |             |             |             |             |             |

## Транспорт
У місті є аеропорт.